# Großer Spreewaldhafen Lübbenau

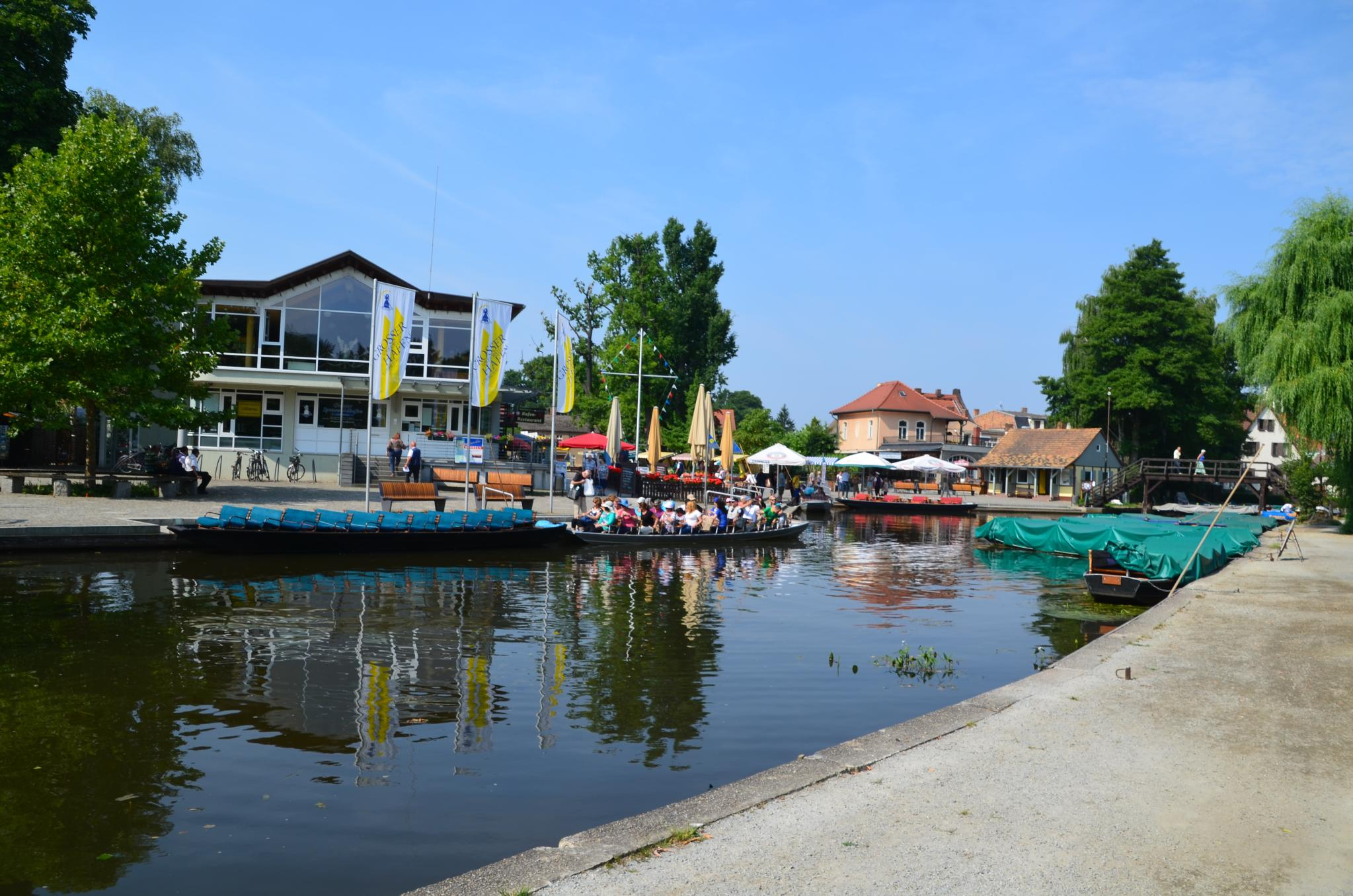
Großer Spreewaldhafen Lübbenau (2013)

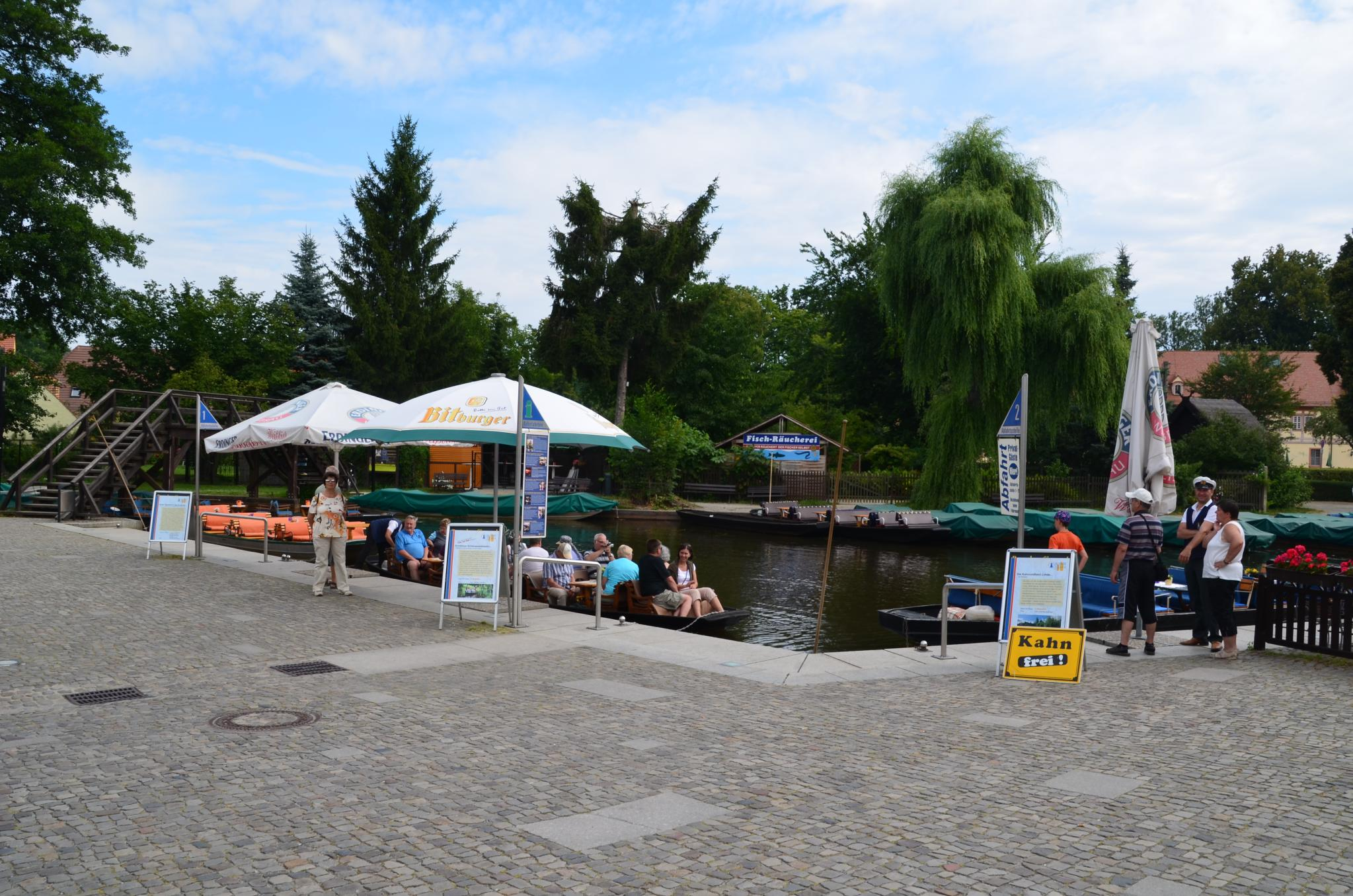
Der Hafenbereich aus Richtung des Stadtzentrums gesehen (2013)

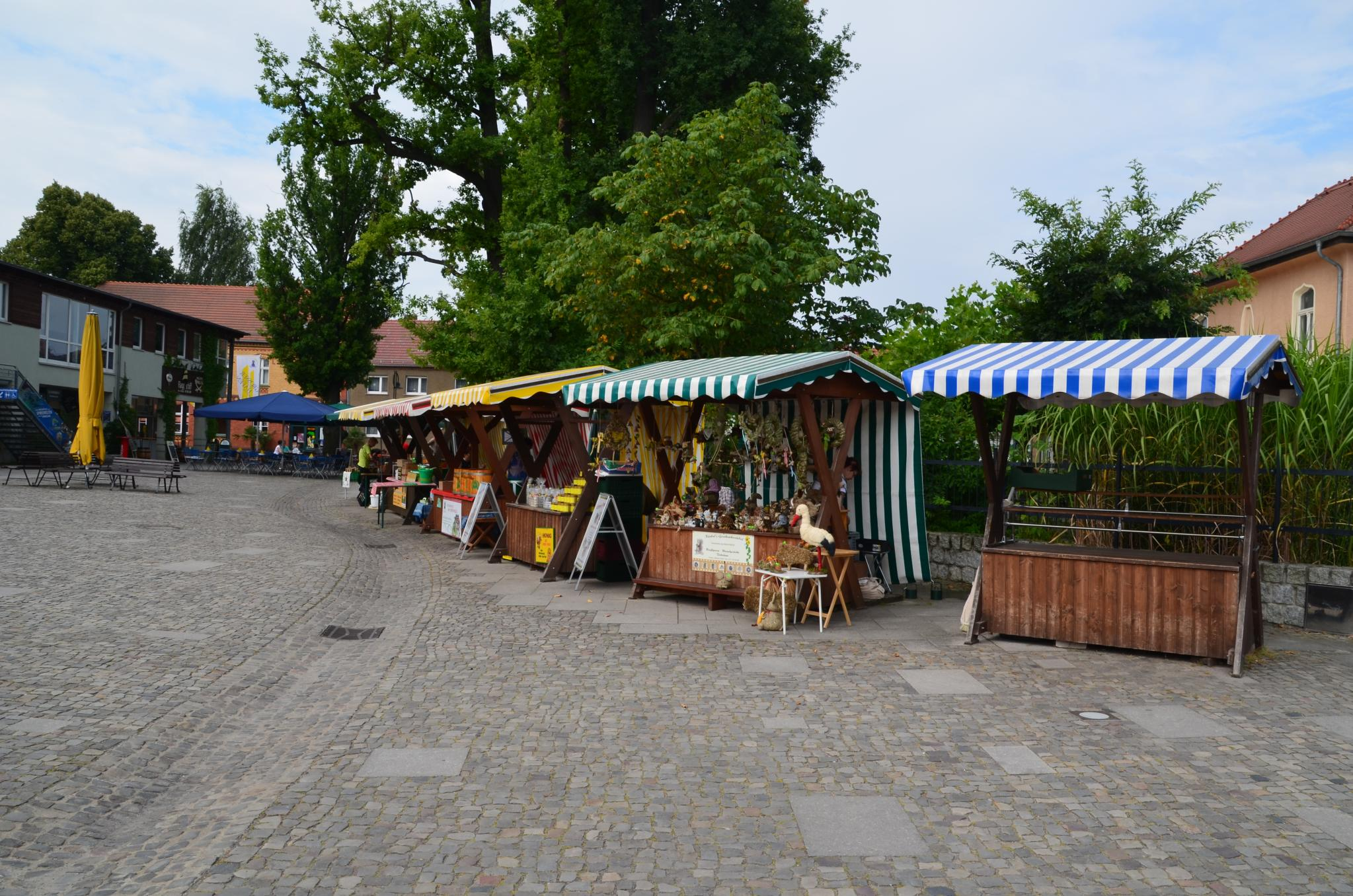
Verkaufsstände am Hafen (2013)

Der Große Spreewaldhafen Lübbenau, von 1970 bis 1990 Hafen der Freundschaft, ist ein Binnenhafen in der Stadt Lübbenau/Spreewald im Landkreis Oberspreewald-Lausitz in Brandenburg. Er ist der größte Kahnhafen im Spreewald und heute das touristische Zentrum der Stadt.

## Geschichte
Aufgrund ihrer Lage war die Stadt Lübbenau wirtschaftlich lange Zeit durch den Obst- und Gemüseanbau im Spreewald geprägt. Die im Spreewald gelegenen Ortschaften waren zum Teil noch bis zur Mitte des 20. Jahrhunderts nur über Wasserwege erreichbar, sodass der Hafen als Umschlagplatz für Waren diente. An dieser Stelle begann auch Theodor Fontane im Jahr 1859 seine Spreewaldkahnfahrt. Mit dem Freigabe der Bahnstrecke von Berlin nach Cottbus im Jahr 1866 gewann der Tourismus für die Stadt Lübbenau zunächst nur langsam an Bedeutung. Ab 1882 betrieb der Lübbenauer Lehrer und Chronist Paul Fahlisch in Berlin, Dresden und Leipzig aktiv Werbung für Lübbenau als Touristenziel und organisierte Kahnfahrten durch den Spreewald, womit die Touristenzahlen innerhalb weniger Jahre stark anstiegen.
Am 6. Februar 1908 wurde der erste Kahnfährmannsverein der Stadt Lübbenau gegründet. 1954 schlossen sich die Vereine in der Genossenschaft der Kahnfährleute zusammen, die als „Kahnfährgenossenschaft Lübbenau und Umgebung“ bis heute besteht. Der Landungsplatz vor dem Hafen wurde zwischen 1969 und 1973 modernisiert und zum touristischen Zentrum mit Geschäften und Imbissen umgebaut. Neben dem Hafen wurde 1979 noch ein Abstellhafen für Kähne gebaut. Die in den 1970er Jahren errichteten Imbiss- und Unterstände wurden 1999 abgerissen und durch ein neues Hafengebäude ersetzt, das sich von der Dammstraße aus über den gesamten Landungsplatz erstreckt. Die Außenanlagen des Hafengeländes wurden 2005 nochmals umgestaltet.

## Heutige Nutzung
Der Spreewaldhafen wird heute als Abfahrtstelle für touristische Kahnfahrten durch den Spreewald genutzt. Auf dem Landungsplatz befindet sich ein Markt, auf dem Spreewälder Gurken, Leinöl und weitere Nahrungsmittel der fünf in der Stadt ansässigen Gurkenbetriebe verkauft werden. In dem Hafengebäude befinden sich ein Restaurant mit Bowlingbahn, Imbisse und Souveniergeschäfte; außerdem ist es Sitz der regionalen Kahnfährgenossenschaft und einer Touristeninformation. Auf dem nordwestlichen Teil des Hafengeländes steht das denkmalgeschützte Gasthaus Zum grünen Strand der Spree. Des Weiteren ist der Hafen ein Haltepunkt der Kahnlinie.